# Platygaster aneurus
Platygaster aneurus är en stekelart som först beskrevs av Léon Abel Provancher 1887.  Platygaster aneurus ingår i släktet Platygaster och familjen gallmyggesteklar. Inga underarter finns listade i Catalogue of Life.